# Vitel toné
El vitel toné (del piamontés vitel tonné o vitel tonnà; en italiano: vitello tonnato, ‘ternero atunado’) es un plato típico de la gastronomía de Italia, de la región de Piamonte. También es popular en Argentina y Paraguay.
Se prepara con carne vacuna (en Argentina se prepara con cortes tales como el peceto o en menor medida, la lengua), acompañada de una salsa cuyos ingredientes principales son mayonesa, lomitos de atún, caldo de carne, anchoas y alcaparras. La crema de leche no es un ingrediente original.
Tradicionalmente se prepara en ocasión de las fiestas de Navidad y fin de año, como plato frío de entrada.